# يانيك بودان
يانيك بودان (بالفرنسية: Yannick Bodin)‏ هو سياسي فرنسي، ولد في 8 أغسطس 1942 في دينان في فرنسا. حزبياً، نشط في الحزب الاشتراكي. وقد انتخب عضو مجلس الشيوخ الفرنسي وانتخب عضو مجلس جهوي.